# Pseudanophthalmus holsingeri
Pseudanophthalmus holsingeri är en skalbaggsart som beskrevs av Barr. Pseudanophthalmus holsingeri ingår i släktet Pseudanophthalmus och familjen jordlöpare. Inga underarter finns listade i Catalogue of Life.